# Truschino graduato

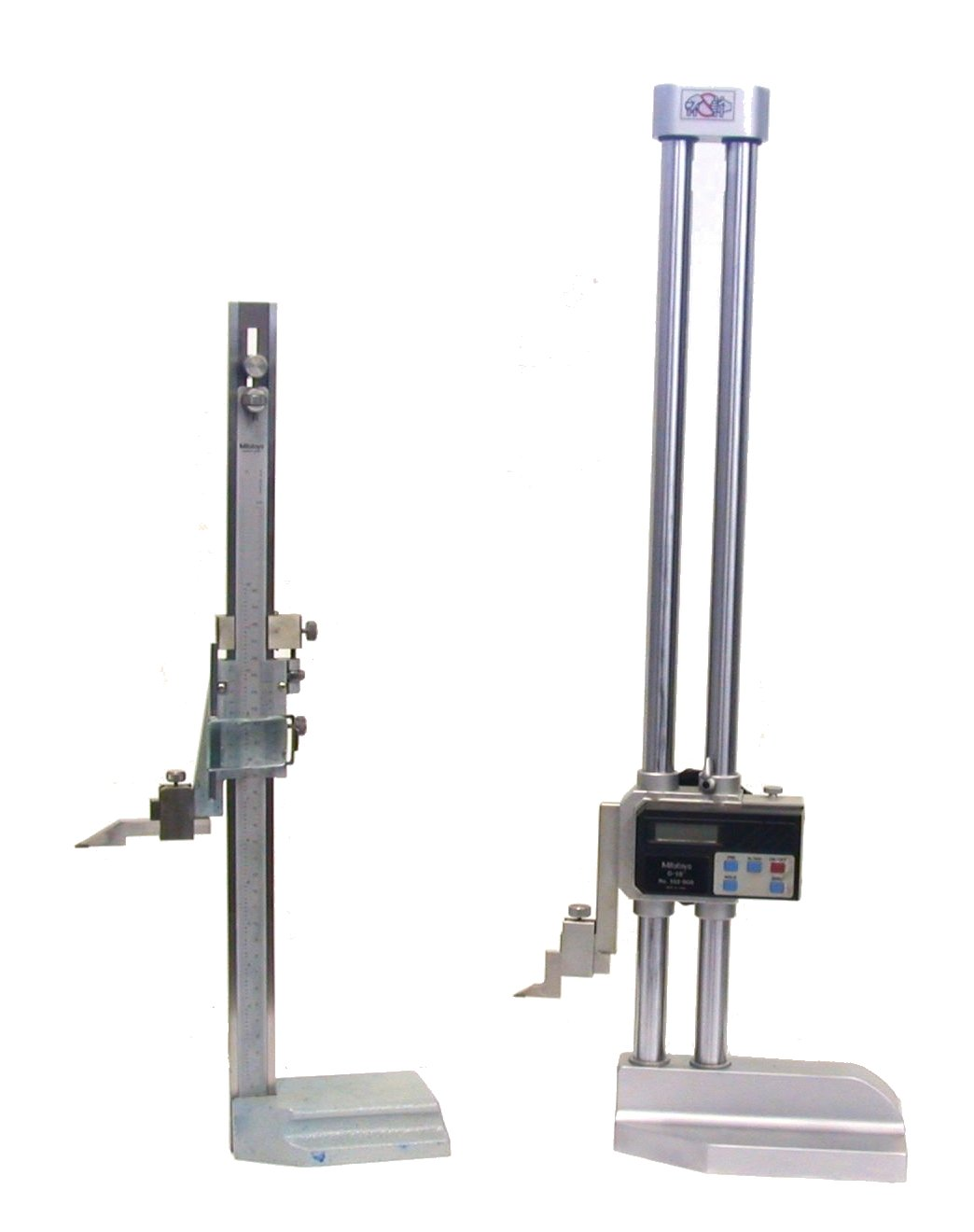
Truschino analogico e truschino digitale

Il truschino graduato  (o calibro per altezze) è uno strumento di misura utilizzato per misurare l'altezza di una superficie rispetto ad un piano di riferimento.
Il truschino è costituito da un'asta graduata fissata rigidamente su un pesante basamento. L'asta è fissata in modo tale da risultare perfettamente ortogonale al piano d'appoggio su cui viene poggiato il basamento.
Sull'asta scorre un corsoio, munito di indice, in modo non dissimile ad un calibro a corsoio. Sul corsoio viene fissata una punta che serve da battuta per le quote da misurare.
Il corsoio dispone inoltre di un sistema di bloccaggio a vite per evitare di perdere accidentalmente la misura durante la manipolazione dello strumento.
Normalmente, le aste vengono realizzate di altezza compresa tra 200 e 1000 mm, limitando così le misure entro questi valori.

## Truschino a nonio

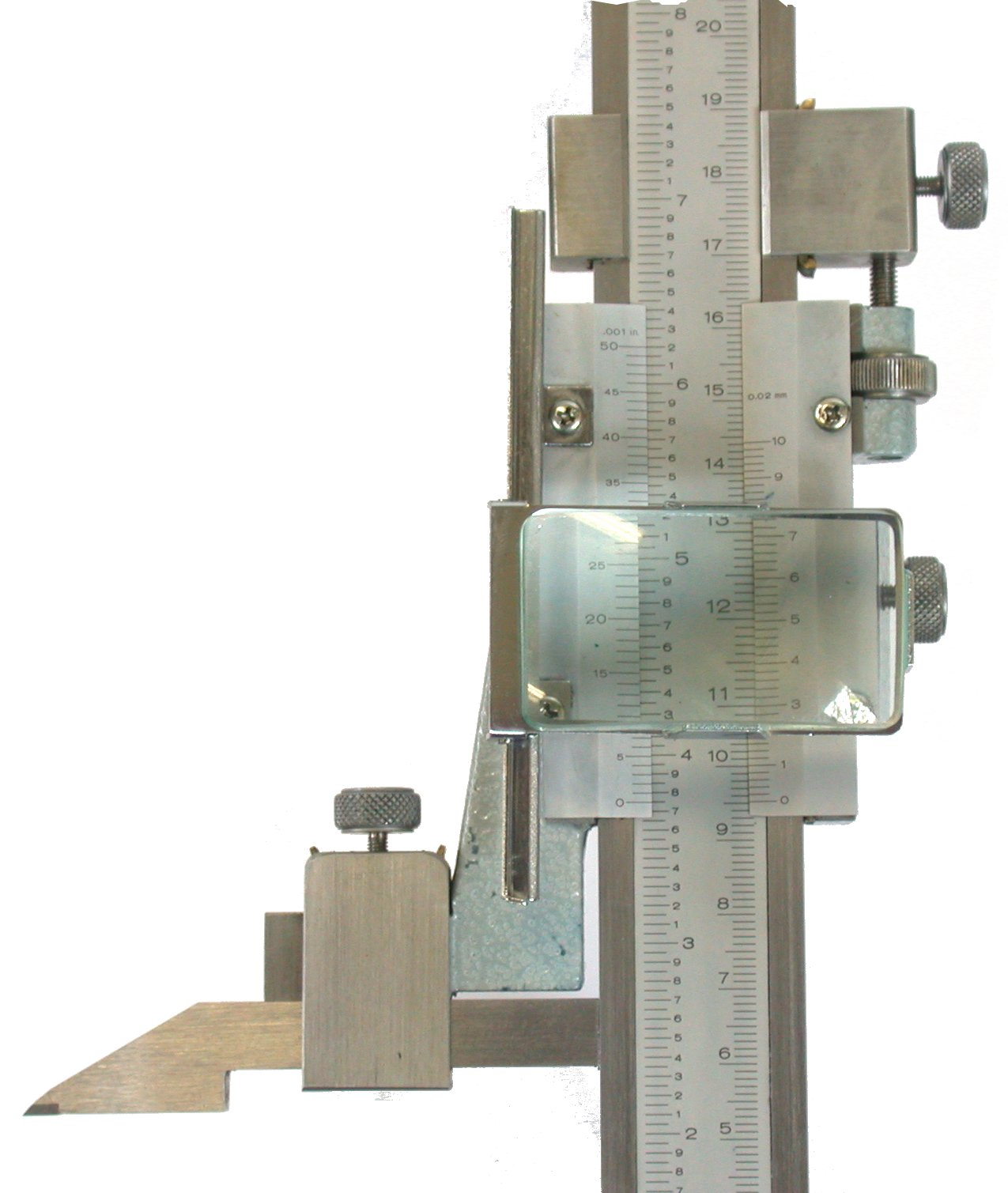
Dettaglio di un truschino a nonio

Questo tipo di truschino presenta inciso sul corsoio un nonio (un regolo graduato) per la lettura di precisione. Pertanto, sulla scala dell'asta vengono letti i millimetri, sul nonio le relative frazioni.
I noni possono essere ventesimali o cinquantesimali, e conseguentemente la risoluzione dello strumento potrà essere di 0,05 o 0,02 mm. Il lato dove è stato inciso il nonio è smussato, per avvicinarlo alla scala dell'asta, e annullare gli errori di parallasse. Le graduazioni vengono incise e annerite, per evitare che vengano cancellate da abrasioni accidentali.
In modo simile ai calibri cinquantesimali, i truschini dispongono di un corsoio diviso in due sezioni collegate tra loro da una vite micrometrica, che facilita la regolazione fine della misura. Tutte e due le sezioni dispongono di viti di bloccaggio, mentre solo una dispone del nonio (quella su cui è collegata la punta).
Alcuni truschini hanno il corsoio realizzato in un pezzo unico; ma quest'ultimo dispone di una rotella che muove il corsoio ingranando in una cremagliera realizzata nell'asta. Progettando convenientemente il passo pignone/cremagliera è possibile realizzare spostamenti fini del corsoio.

### Uso
Prima di effettuare le misure è necessario pulire il piano di riferimento, sia per evitare che materiale estraneo si infili sotto lo strumento o il pezzo da misurare (falsando le misure), sia perché l'uso del truschino impone il suo scorrimento sul piano, e sfridi potrebbero rovinare le superfici di uno o dell'altro.
La misura si effettua seguendo queste operazioni:
1. si poggia l'oggetto con quota da misurare sul piano di riferimento;
2. si porta la punta in una posizione appena superiore alla quota da misurare;
3. si blocca la sezione del corsoio sprovvista di nonio (quella non collegata direttamente alla punta);
4. si fa scorrere il truschino sul piano di riferimento, fino a portare punta sopra la superficie dell'oggetto;
5. agendo sulla vite micrometrica, si muove la sezione provvista di punta a battuta sulla superficie della quota da misurare;
6. si blocca anche quest'ultima sezione;
7. si effettua la lettura sull'asta e sul nonio.

È importante accertarsi che la punta sfiori appena la superficie, in quanto, facendo leva sulla punta, si potrebbe continuare ad agire sulla vite micrometrica fino a sollevare la base del truschino dal piano di riferimento. In questa condizione le misure verrebbero ovviamente falsate.
La ricerca (in parte soggettiva) della quota esatta di sfioramento tra punta e superficie del pezzo, genera un errore che limita la precisione nell'uso dei truschini al centesimo di millimetro.

### Azzeramento
Preventivamente è importante assicurarsi che il truschino sia correttamente azzerato: quando il corsoio è sullo zero della scala graduata, la punta deve poggiare sul piano di riferimento (non prima).
Questa operazione esige un piano di riferimento idoneo. Lo strumento può essere azzerato anche tramite blocchetti pianparalleli, quando non poggiasse direttamente sul piano di riferimento.
L'azzeramento si esegue seguendo queste operazioni:
1. si poggia lo strumento sul piano di riferimento;
2. si sblocca la punta montata sul corsoio, in modo che possa traslare verticalmente;
3. si porta il corsoio sullo zero della scala graduata;
4. si blocca il corsoio con l'apposita vite;
5. si fa scorrere verticalmente la punta, fino a toccare leggermente il piano di riferimento;
6. si blocca la punta in questa posizione.

## Truschino digitale

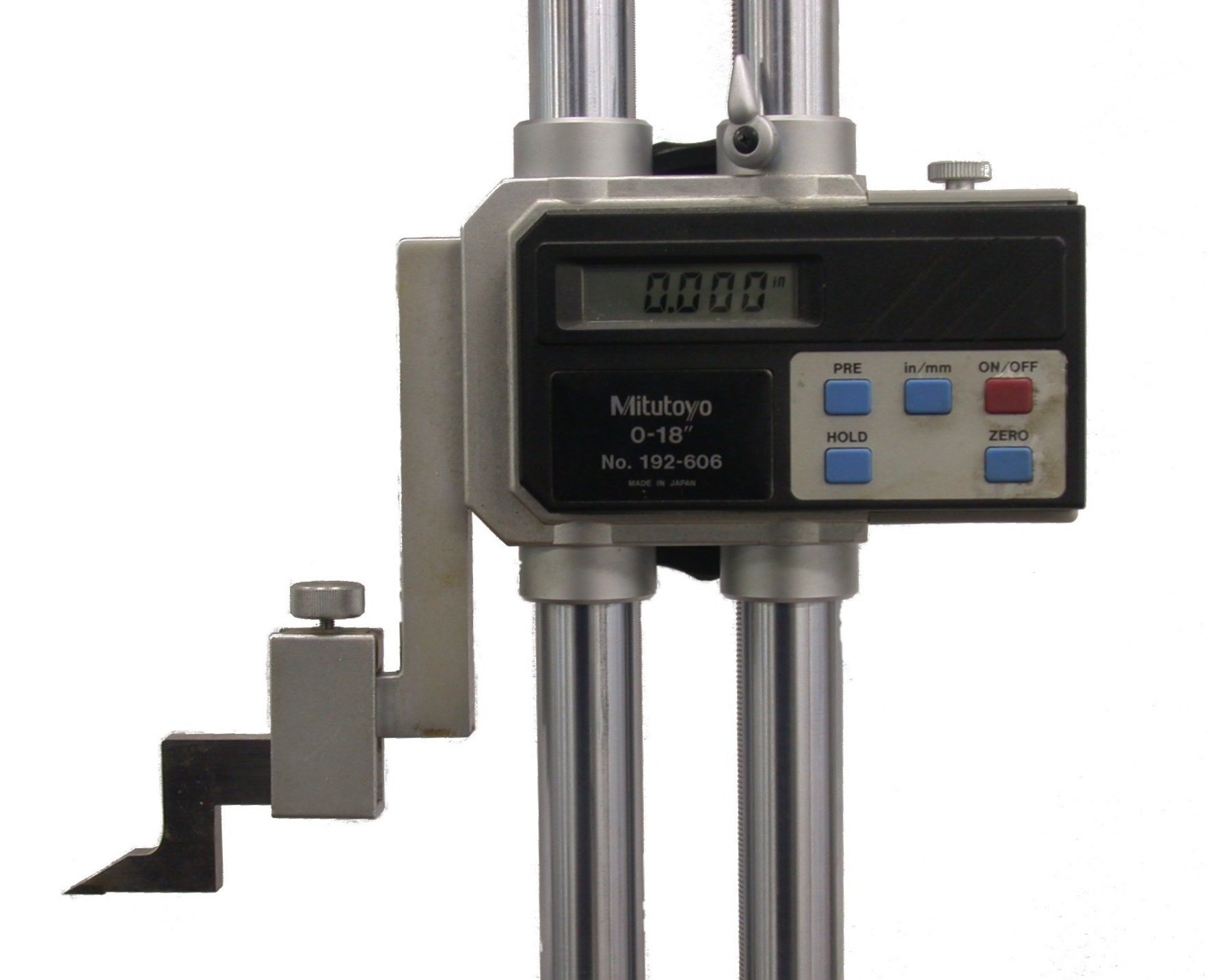
Dettaglio di un truschino digitale

L'evoluzione dell'elettronica ha permesso la realizzazione di truschini che montano degli indicatori che visualizzano direttamente la quota di misura. In questo tipo di truschino, sul corsoio viene montato un indicatore elettronico digitale che ne rileva lo spostamento.
I display sono normalmente realizzati con una risoluzione di 0,01 mm, ma per truschini di precisione, la risoluzione potrebbe salire a 0,001 mm.
Gli indicatori possono disporre di numerose funzioni:
- visualizzazione sia di letture metriche, che inglesi;
- azzeramento della lettura in un punto arbitrario;
- settaggio arbitrario di una quota;
- collegamento seriale con un personal computer, per poter (tramite apposito software) di automatizzare le misure.

### Tastatore elettronico
I truschini digitali di precisione vengono dotati di un accessorio particolare: il tastatore elettronico.
In questi strumenti, la punta è costituita da una sferetta di materiale duro (acciaio temprato o rubino sintetico) montata in cima ad una levetta in grado di muoversi. Un sensore ne rileva l'eventuale spostamento dalla posizione di riposo e blocca la visualizzazione dell'indicatore.
Appena il tastatore tocca la superficie da misurare, la leva muovendosi, blocca il visualizzatore, rendendo la misura immediatamente disponibile.
Questi tastatori annullano l'errore che si genera quando si cerca la quota esatta nello sfioramento della superficie.

## Particolari costruttivi
Le aste dei truschini vengono realizzate in acciaio inossidabile, onde prevenirne la corrosione. Queste inoltre vengono satinate o cromate(cromatura "ghiacciata") per evitare abbagliamenti durante la lettura delle scale graduate.
Più raramente, nei truschini di precisione, le aste possono raggiungere spessori notevoli o avere una struttura complessa (a travetto), questo per la ricerca di una struttura molto stabile che riduca gli errori dovuti alla flessione dell'asta.
I basamenti sono realizzati in ghisa o acciaio inossidabile, con il piano d'appoggio inferiore finemente lavorato per ottenerne la planarità.
Le punte e le parti di scorrimento, subiscono trattamenti di indurimento, allo scopo di ridurne l'usura (con i conseguenti errori di misura).
Nei truschini, il corsoio è provvisto di un lardoncino di bronzo regolabile, che permette di ridurre il gioco (fonte di errori di misura), senza ridurne troppo la scorrevolezza. Periodicamente, questo va regolato per compensarne l'usura.
I truschini vengono costruiti in modo che diano la massima precisione alla temperatura standard di 20°C. Misurazioni effettuate a temperature significativamente più alte, e con strumenti di grande risoluzione, devono tenere conto della dilatazione del materiale con cui è costruito lo strumento.

## Truschini per la tracciatura

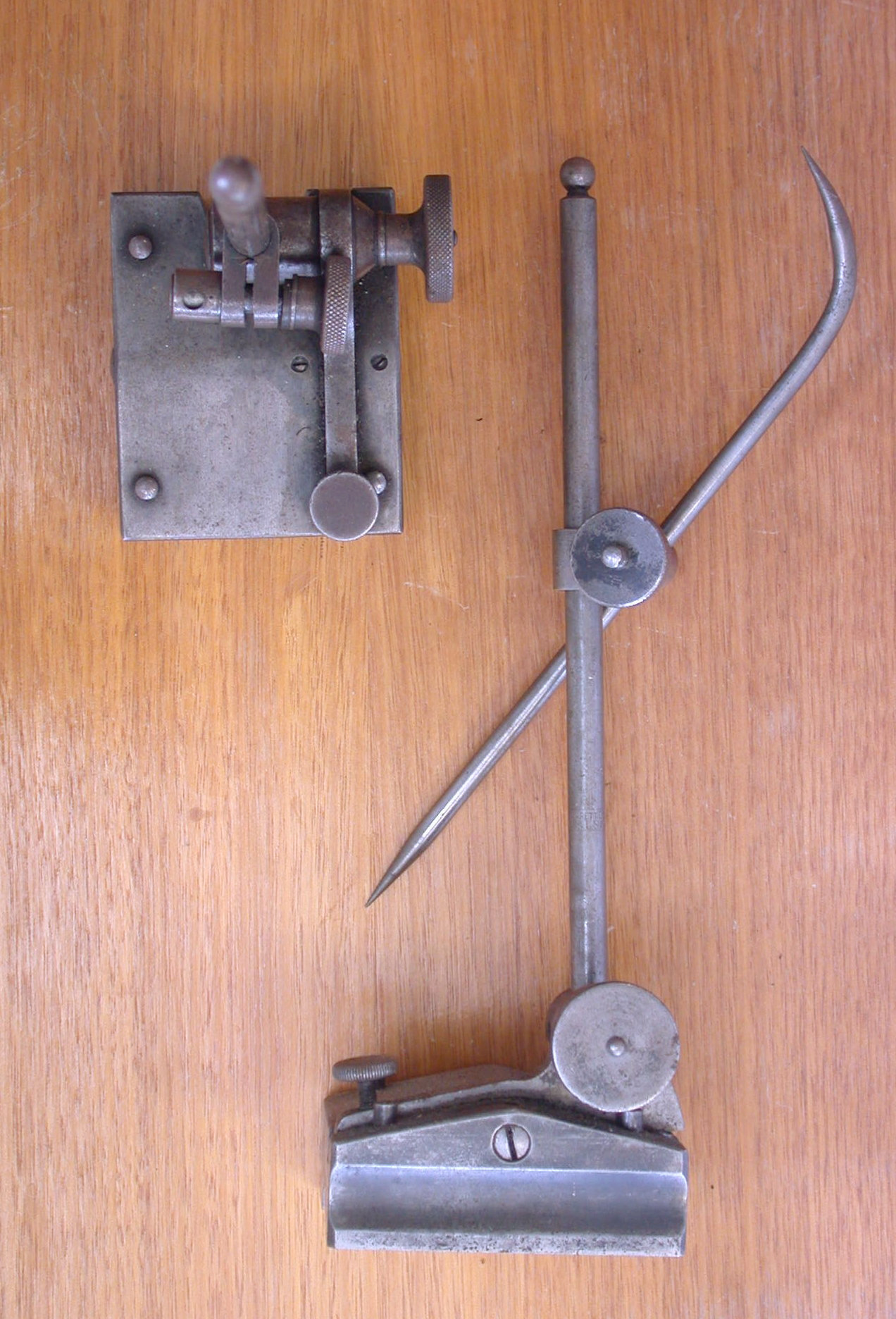
Truschino per tracciatura

Nelle officine meccaniche, i truschini vengono normalmente usati per l'operazione di tracciatura dei pezzi da lavorare.
In questo caso la punta, opportunamente affilata e temprata, viene utilizzata per tracciare sui pezzi in lavorazione righe parallele al piano di riferimento, che verranno successivamente usate come riferimento per le lavorazioni meccaniche.
È opportuno (quando possibile) evitare di usare per misure strumenti destinati a questo scopo, in quanto questo tipo di applicazione rovina velocemente punta e corsoio.
Un tipo di truschino più elementare, da utilizzare solamente per la tracciatura, è costituito semplicemente da una base piana sulla quale è fissata un'asta, lungo la quale scorre un graffietto orientabile secondo la necessità.